# HD 12477
HD 12477，又名CP-66 125，SAO 248476、HR 600，是一颗恒星，视星等为6.1，位于銀經292.34，銀緯-49.64，其B1900.0坐标为赤經1h 57m 3.6s，赤緯-66° -49.64′ 4″。